# Шведська стінка

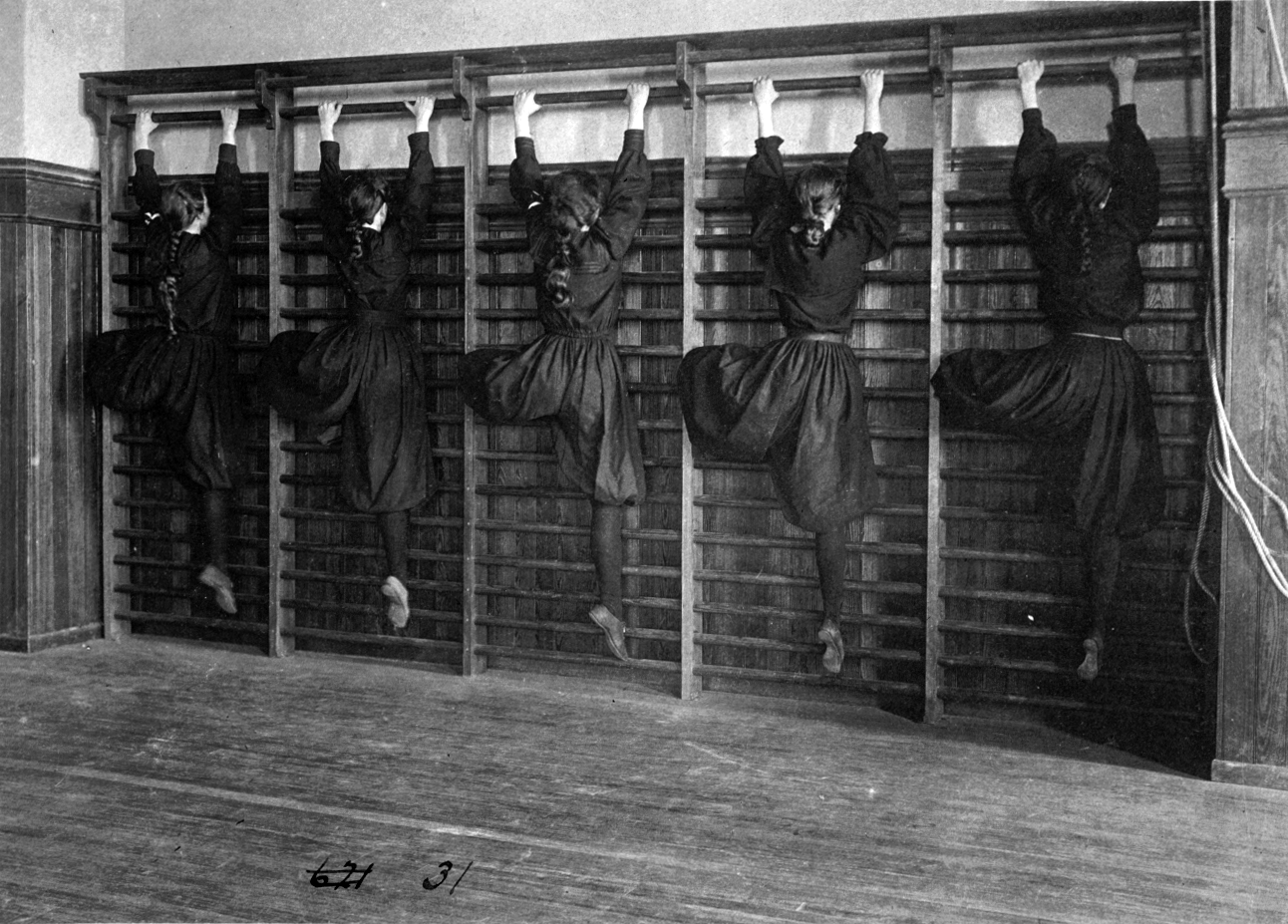
Гімнастки роблять вправи на шведській стінці, 1899 рік

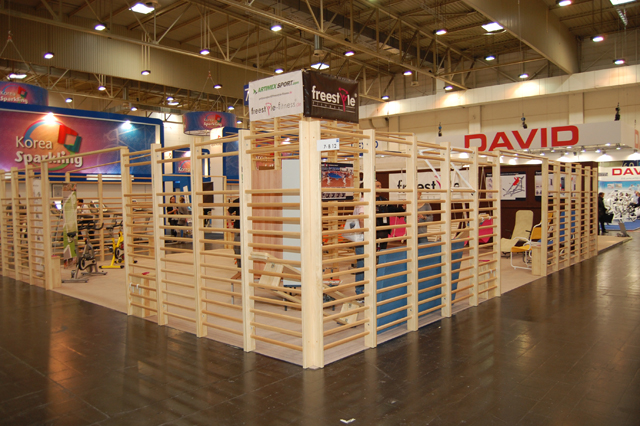
Сучасна шведська стінка

Шве́дська сті́нка — спортивне знаряддя у вигляді драбин для гімнастичних вправ, що зазвичай стоять попід стіною (у кімнатах, спортзалах тощо).
Розроблена шведським письменником Пером Хенріком Лінгом (1776–1839) та згодом удосконалена його сином Ялмаром Лінгом (1820–1886).

## Вигляд та конструкція
У спортивних залах шведська стінка як правило відсувна, щоб користувач міг перелізти її зверху чи наскрізь. Зазвичай вона має висоту 210–260 см та містить від 9 до 16 перекладин. Найвища перекладина завжди дещо виступає вперед для виконання висячих вправ.
У верхній частині шведської стінки (переважно, верхній червертині) передбачений широкий проміжок між перекладинами для скрізного пролізання.
Зазвичай шведську стінку виготовляють із сосни, а самі перекладини — із міцнішого ясена. Діаметр круглих у січенні перекладин складає близько 35 мм.